# Градац (пећина)
Градац је пећина која се налази у близини Баточине. Ова пећина је из доба Палеолита која и настала је око 25.000 година пре нове ере. Представља један од најстаријих локалитета у Србији и једно од првих места праживота у Србији.
Локалитет је мустеријерско налазиште(култура Мустеријер је названа према пећини фр. da Moustier, на обали Везера у Дордоњи), нађени су тоугаони шиљци, издужени стругачи, листолики делтоидни шиљци, као и 2 огњишта (ватришта).

## Археолошка истраживања
Пећина под Јерининим брдом, у селу Градац и пећина Рисовача (недалеко од Аранђеловца) су систематски истражени локалитети из палеолитског периода. На основу археолошке грађе која је нађена може се реконструистати живот тадашњих заједница људи на централно балканском подручју.
Пећина Градац (као и Рисовача) насељавана је у неколико махова. Налази из старијих слојева показуу да је била насељена у почетку првог раздобља отопљења вирмске глацијације (стара теорија о глацијалима)  . У овом периоду имамо присуство крупних биљоједа попут џиновских јелена и дивљих коња.

### Палеолотска заједница
У пећини је живела људска заједница која је бројала око 15 чланова (претпоставка је да су је чиниле од једне до три биолошке породице). Бавили су се ловом, што доказује обиље костију животиња нађених поред ватришта, као и сакупљањем плодова. Пронађени су и кремени шиљци и дискоидни стругачи. Ахраични облици овог оруђа везују се за позну мустеријерску кулутру.
Осим кременог, израђивано је и оруђе од кости, које је карактеристично за ово поднебље.

### Антрополошка грађа
Антрополошка грађа није богата. Пронађени остатак људског кутњака показује антрополошке одлике савременог човека, лат. Homo sapiens-а.